# キブク県
キブク県(キブクけん、英語：Kibuku District)はウガンダの東部地域中央部の県。
2014年の人口は20万2630人。
県都はキブク。

## 地理
- 北：パリサ県
- 東：ブダカ県
- 南：ブタレジャ県
- 西：ナムトゥンバ県

県都キブクは、ブギスの最大都市のムバレから道なりに約53km西に位置する。

## 歴史
2010年7月1日、パリサ県の南部を割いて新設された。
2015年9月23日、キブク県のカランペテで、イスラム教徒がキリスト教の宣教師のSamson Nfunyeku氏(59歳)を殺害した。
犯人はSamson氏がイスラム教徒を改宗させる事に反対していた。
1ヶ月後、Samson氏の姉妹で8歳の娘を持つMamwikomba Mwanika氏が殺害された。

## 人口
- 1991年：9万1200人
- 2002年：12万8200人
- 2012年：18万1700人[3]
- 2014年：20万2630人

## 経済活動
農業(自給+商売)が中心である。

- マトケ
- バナナ
- オレンジ
- パイナップル
- 玉蜀黍
- 薩摩芋
- 豆
- ピーナッツ
- キャッサバ